# Hemimetopius angulitarsis
Hemimetopius angulitarsis är en stekelart som beskrevs av Pierre L. G. Benoit 1955. Hemimetopius angulitarsis ingår i släktet Hemimetopius och familjen brokparasitsteklar. Inga underarter finns listade i Catalogue of Life.